# Niederrasen

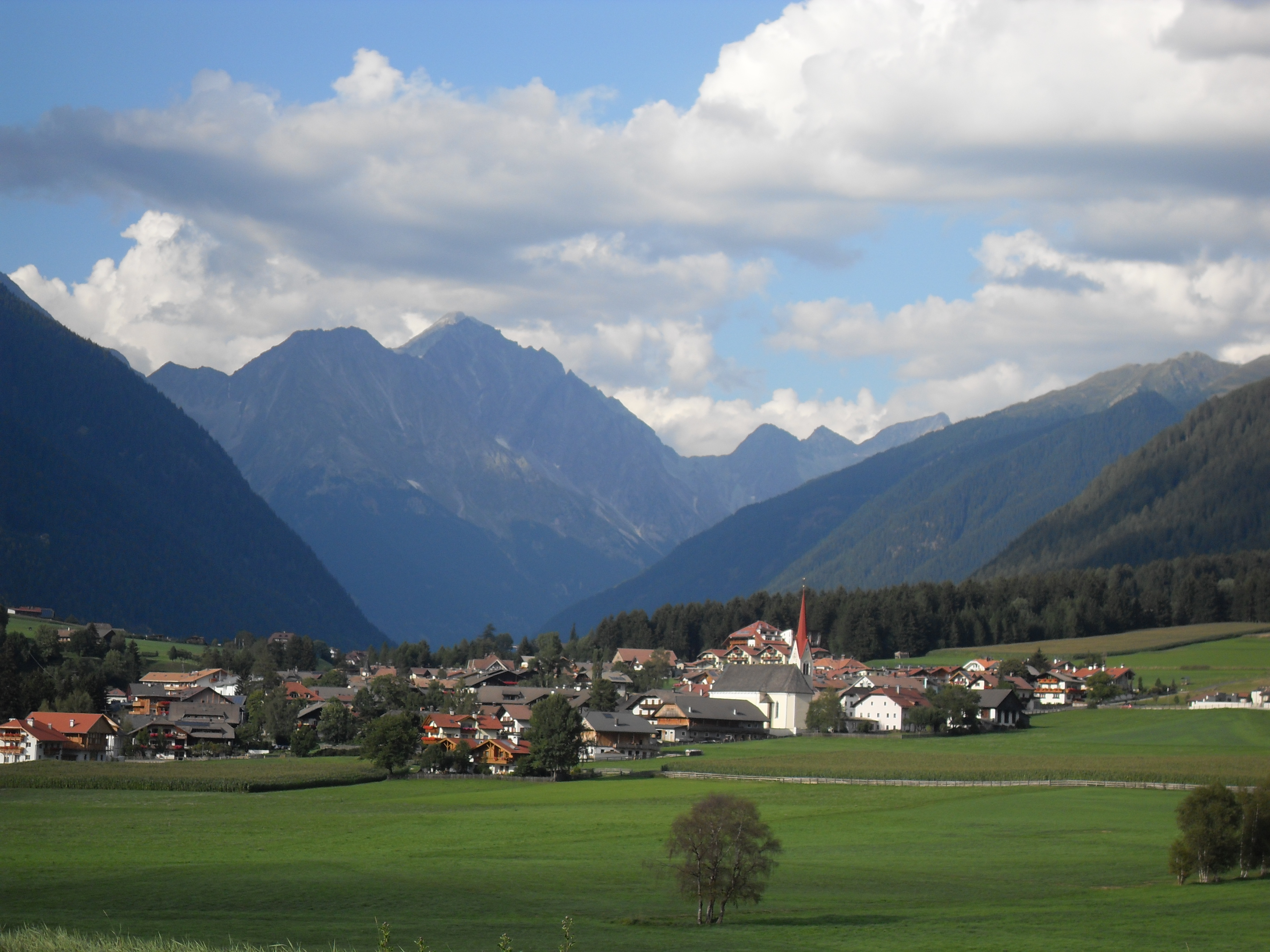
Niederrasen

Niederrasen (italienisch Rasun di Sotto) ist eine Fraktion der Gemeinde Rasen-Antholz im Antholzer Tal in Südtirol (Italien) mit 826 Einwohnern (Stand: 31. Dezember 2019). Niederrasen ist die bevölkerungsreichste Fraktion der Gemeinde, dort befindet sich der Verwaltungssitz der Gemeinde Rasen-Antholz.

## Lage
Niederrasen liegt am Taleingang des Antholzer Tales auf etwa 1030 m Höhe etwa 3 Kilometer entfernt vom Fuß des Kronplatzes.

## Geschichte

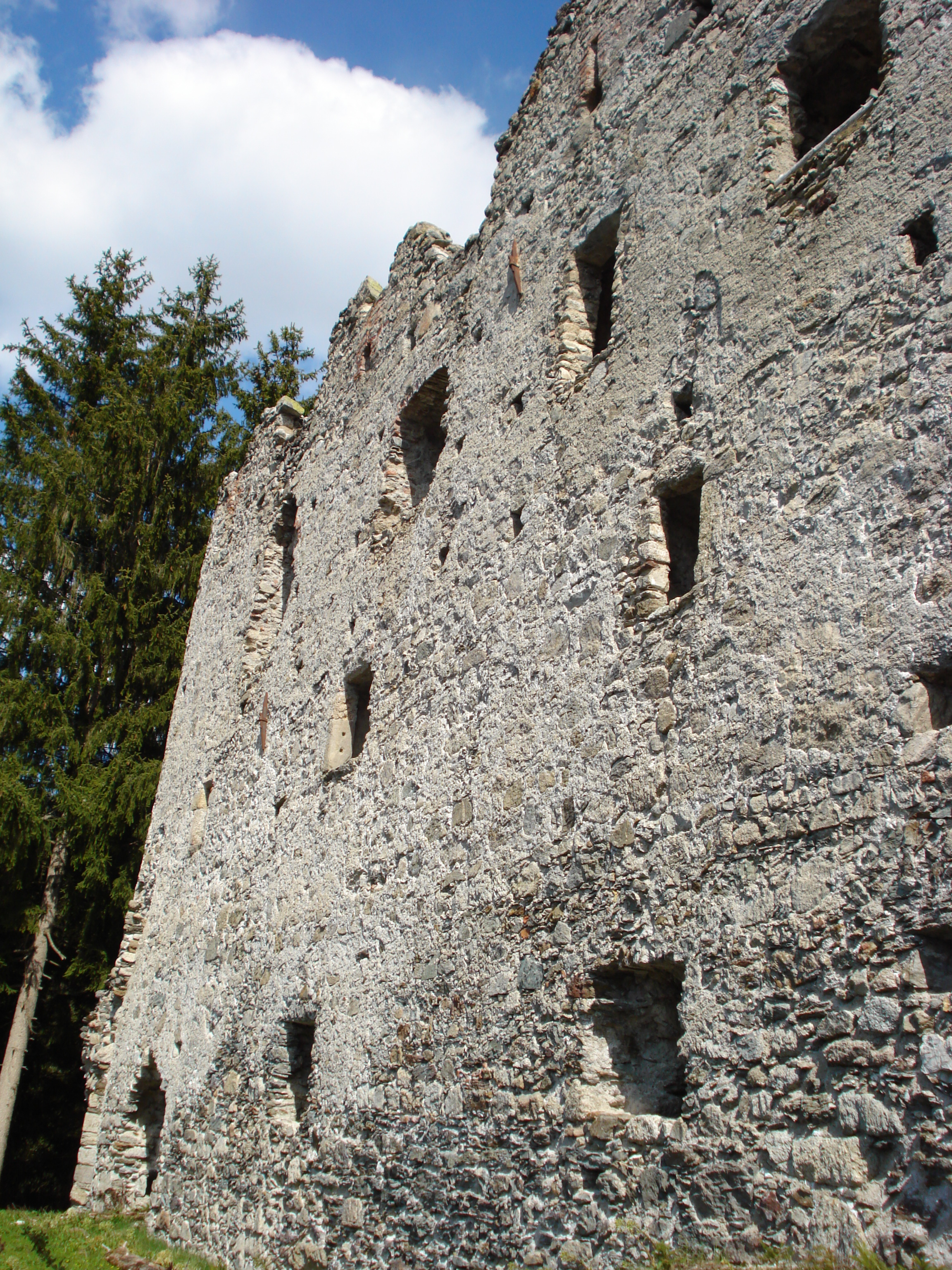
Burgruine Altrasen

Die Gegend um Niederrasen ist bereits seit der Eisenzeit besiedelt, wovon das Gräberfeld Windschnur zeugt. Rasen wurde erstmals um das Jahr 1050 als „Resinę“, „Rasine“ oder „Rasene“ urkundlich erwähnt. Ab 1091 unterschied man zwischen Rasen, dem heutigen Oberrasen (ital. Rasun di Sopra), und Unterrasen, dem heutigen Niederrasen. Die Burg Altrasen, gelegen südlich des heutigen Niederrasen, wurde 1210 erstmals in einer Urkunde des Bischofs von Brixen erwähnt. Die Burg Altrasen war ein Gerichtssitz der Grafschaft Pustertal. Ab 1553 wurde die Burg nicht mehr genutzt und dem Verfall überlassen. 1928 wurde die Katastralgemeinde Niederrasen zusammen mit Oberrasen, Antholz und Olang unter dem Faschismus zur Großgemeinde Rasen-Olang (ital. Rasun-Valdaora) mit Sitz in Niederrasen zusammengeschlossen. Die deutschsprachigen Bürgermeister wurden abgesetzt und ein Podestà aus den alten italienischen Provinzen zum Gemeindeleiter bestimmt. 1955 wurde die Gemeinde in die heutigen Gemeinden Olang und Rasen-Antholz geteilt. Niederrasen wurde zum Verwaltungssitz der Gemeinde Rasen-Antholz.

## Kirche

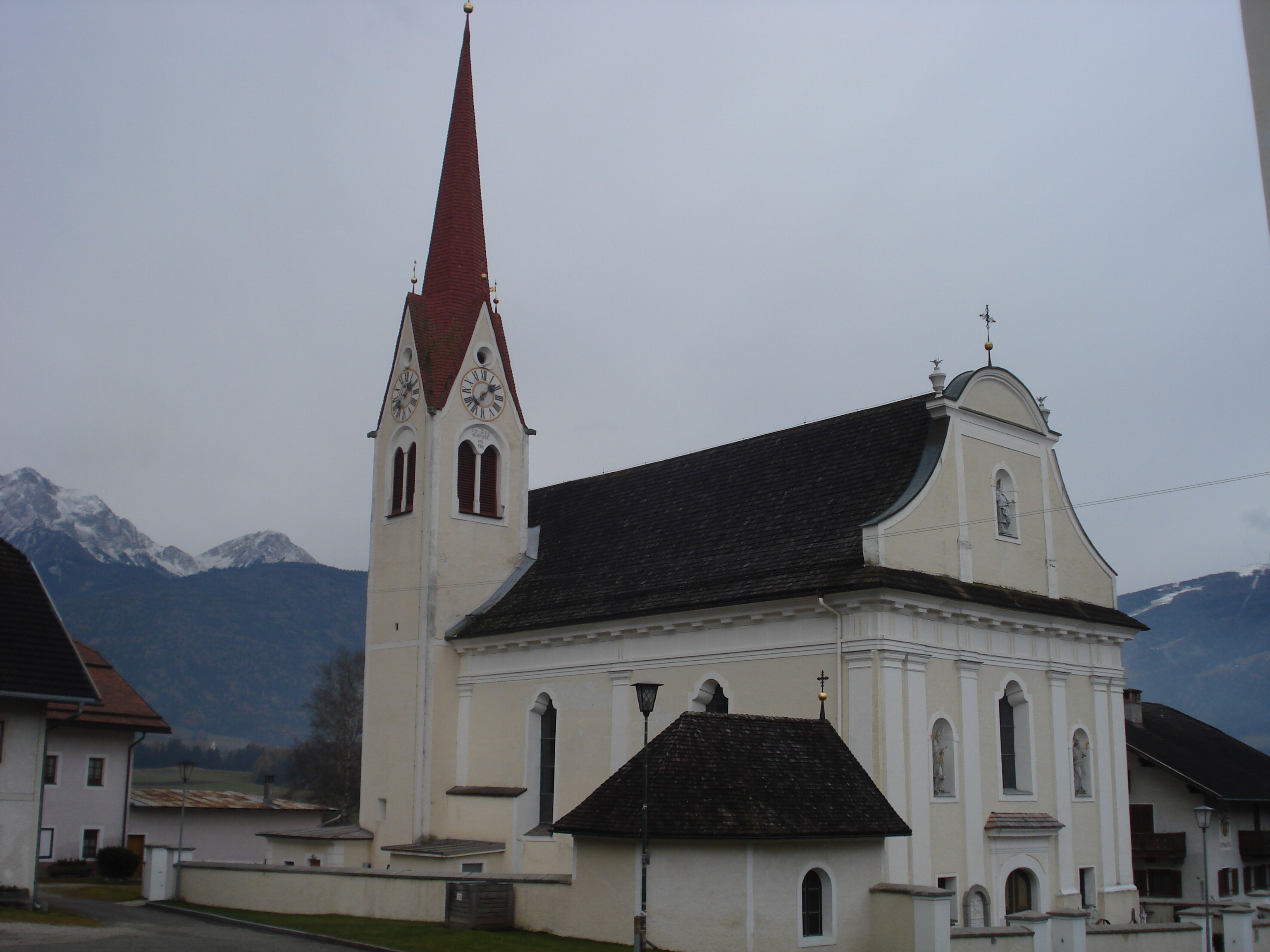
Kirche zum hl. Johannes

Die Kirche zum heiligen Johannes wurde bereits im Jahr 1070 erstmals urkundlich erwähnt („apud Rasinen in capella sancti Johannis“). Die heutige Kirche wurde anstelle der alten Kirche im Jahr 1822 im spätbarocken Stil erbaut. Ursprünglich gehörte Rasen zur Pfarre Olang, ab 1786 wurde die Pfarre Rasen ausgegliedert und hat seitdem ununterbrochen einen eigenen Seelsorger.

## Bildung
Niederrasen besitzt eine Grundschule, die dem deutschen Schulsprengel in Olang angeschlossen ist.

## Wirtschaft und Infrastruktur
Hauptwirtschaftszweig in Niederrasen ist wie in der gesamten Gemeinde der Tourismus, es existieren viele Hotels. Südlich des Ortes im Pustertal liegt das Industriegebiet Olang-Rasen. Niederrasen liegt etwa einen halben Kilometer nördlich der Pustertaler Staatsstraße. In den Ort führt die Strada provinciale 44, die durch das Antholzer Tal zum Staller Sattel nach Österreich führt. Südlich von Niederrasen liegt der Bahnhof Olang-Antholz an der Pustertalbahn. Von Niederrasen aus führen Radwege nach Bruneck, Toblach und zum Staller Sattel.

## Persönlichkeiten
- Anton Petzer (1794–1887), österreichischer Richter und Politiker
- Wilfried Pallhuber (* 1967), geboren in Niederrasen
- Dorothea Wierer (* 1990), Biathletin, stammt aus Niederrasen